# Antônio Ederaldo de Santana
Antônio Ederaldo de Santana (ur. 16 kwietnia 1975 w Olindina) – brazylijski duchowny katolicki, biskup Irecê od 2023.

## Życiorys
22 grudnia 2002 otrzymał święcenia kapłańskie i został inkardynowany do diecezji Alagoinhas. Pracował głównie jako duszpasterz parafialny, w latach 2003–2005 był też diecezjalnym duszpasterzem młodzieży i Odnowy w Duchu Świętym. W latach 2007–2021 oraz 2022–2023 był wikariuszem generalnym diecezji, a w latach 2021–2022 jej tymczasowym administratorem.
23 września 2023 papież Franciszek mianował go biskupem diecezji Irecê. 
Sakry na Stadionie Miejskim Roberto Santosa w Rio Real udzielił mu 25 listopada 2023 biskup Francisco de Oliveira Vidal. Jako dewizę biskupią przyjął słowa Caritas est anima fidei. 